# Ernst Busch (Schauspieler)
Friedrich Wilhelm Ernst Busch (* 22. Januar 1900 in Kiel; † 8. Juni 1980 in Bernburg) war ein deutscher Sänger, Schauspieler und Regisseur.

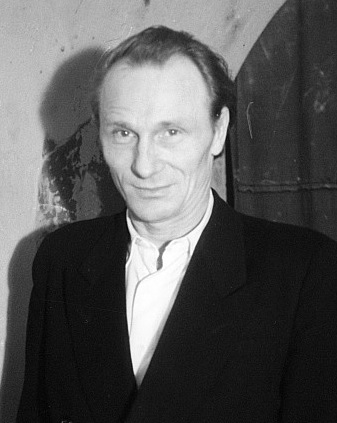
Ernst Busch, 1946

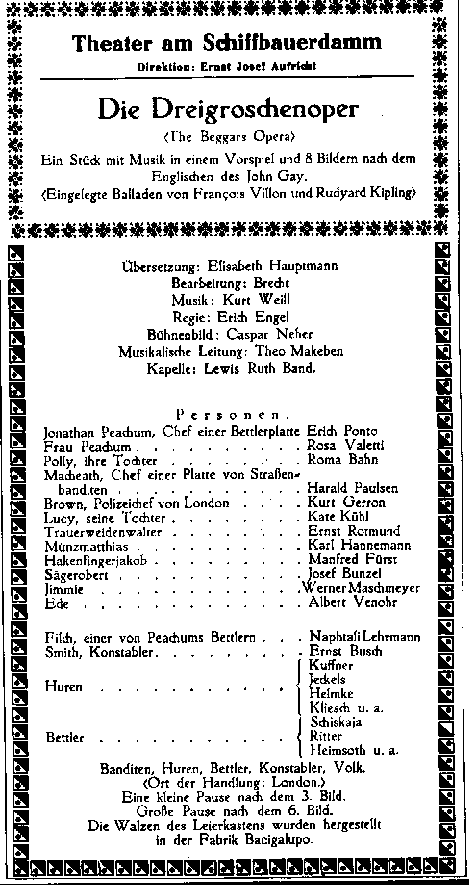
Busch als Konstabler Smith bei der Uraufführung

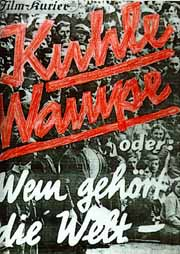
Film-Poster für Kuhle Wampe

## Leben
Busch war Sohn des Maurers Friedrich Busch und dessen Ehefrau Emma. Er absolvierte von 1915 bis 1920 eine Ausbildung zum Werkzeugmechaniker und arbeitete anschließend als Werftarbeiter. Er trat 1916 der Sozialistischen Arbeiterjugend bei, 1918 der SPD. Unter dem Eindruck des Kieler Matrosenaufstandes 1918 ließ er sein Parteibuch Anfang 1919 auf die USPD umschreiben.
Nach nur einjährigem Schauspiel- und Gesangsunterricht debütierte Busch am 8. Oktober 1921 im Stadttheater Kiel als der Ministrant in Cavalleria rusticana. Zum Ensemble gehörte der spätere UFA-Star Hans Söhnker, dem er lebenslang verbunden blieb. Busch war danach von 1924 bis 1926 in Frankfurt (Oder) und anschließend an der Pommerschen Landesbühne in Stettin engagiert. 1927 zog er nach Berlin, wo er ab 1929 an der Piscator-Bühne engagiert war und in der Künstlerkolonie Berlin im Bezirk Wilmersdorf wohnte. Ab 1928 trat er in Berlin an der Volksbühne, dem Theater der Arbeiter und der Piscator-Bühne in Stücken von Friedrich Wolf, Bertolt Brecht und Ernst Toller auf. Als Ernst Busch im April 1929 in Erich Mühsams Stück Sacco und Vanzetti über die titelgebenden anarchistischen Arbeiter auftrat, schrieb der Kritiker Herbert Ihering: „Man sieht es an dem ausgezeichneten Ernst Busch, der unter Reinhardt und Traugott Müller weit von sich weg war, und als Vanzetti wieder mit der einfachen, gehärteten Ruhe und der gestauten Kraft spielte, die sein Stärkstes ist.“ Im selben Jahr trat er neben Kaete Nick-Jaenicke in der Ursendung von Erich Kästners Hörspiel Leben in dieser Zeit (1929) unter der Regie von Friedrich Bischoff auf. Seine Rolle des Kurt Schmidt stellte er drei Jahre danach auch am Breslauer Stadttheater auf der Bühne dar.
In der Verfilmung der Dreigroschenoper von Georg Wilhelm Pabst spielte er den Moritatensänger (mit dem Mackie-Messer-Song). Von 1929 bis 1933 wirkte Busch in einem Dutzend Filmen mit, so spielte er die Hauptrolle in Slatan Dudows Film Kuhle Wampe oder: Wem gehört die Welt? Nicht in allen Filmen war er vor der Kamera zu sehen, meist aber als Sänger zu hören.
Busch sollte nach der Machtergreifung der Nationalsozialisten aufgrund seiner politischen Gesinnung von der SA verhaftet werden. Durch glückliche Umstände entging er einer der ersten Razzien in der Künstlerkolonie am 9. März 1933. Als die SA Busch gegen 12 Uhr festnehmen wollte, öffnete niemand, sodass die SA vermutete, Busch sei schon geflohen. Doch Busch war gewarnt und wollte nun Deutschland zügig verlassen. Er flüchtete daraufhin mit seiner Ehefrau, der Sängerin Eva Busch, zunächst in die Niederlande. Mitte 1934 hatte er dort „am Radiosender in Hilversum dauernd einen Wirkungskreis gefunden“. Danach folgten weitere Stationen in Belgien, Zürich, Paris, Wien und schließlich der Sowjetunion, wo er u. a. für Radio Moskau arbeitete.
Im Jahr 1935 wirkte er in der Sowjetunion in Gustav von Wangenheims Film Kämpfer mit. 1937 reiste Busch mit der Journalistin Maria Osten nach Spanien und trat als Sänger bei den Internationalen Brigaden auf. Mit den Liedern Die Thälmann-Kolonne, No pasarán, Bandiera Rossa äußerte er sich offen gegen den Faschismus. In Spanien gab er Liederbücher heraus (Canciones de las Brigadas Internacionales), nahm Schallplatten auf und sang vor den Mitgliedern der Internationalen Brigaden und im Radio. Mitte 1938 verließ Busch den Kriegsschauplatz und kehrte nach Belgien zurück. 1938 machte er Aufnahmen bei Radio Brüssel, gab Konzerte und spielte Schallplatten ein.
Im Zweiten Weltkrieg bei Beginn des Westfeldzugs  am 10. Mai 1940 von Belgien in Antwerpen verhaftet, gelangte Busch in das französische Internierungslager Camp de Gurs im unbesetzten Frankreich. Ende 1942 flüchtete er angesichts der deutschen Besetzung Südfrankreichs bis an die Schweizer Grenze. Die französische Grenzgendarmerie verhaftete Busch jedoch vor dem Grenzübertritt, lieferte ihn an die Gestapo aus, und er wurde im Januar 1943 über Paris nach Berlin in das Polizeipräsidium Alexanderplatz überstellt. Im März 1943 kam er in der Haftanstalt Moabit in Einzelhaft. Die Anklage gegen Busch lautete „Vorbereitung zum Hochverrat“. Am 22. November 1943 wurde er bei einem alliierten Luftangriff auf die Haftanstalt schwer verletzt. Durch die Intervention von Anwälten über Gustaf Gründgens entging er aufgrund der im April 1937 erfolgten Ausbürgerung und seiner schweren Kopfverletzung der Todesstrafe und erhielt 1944 letztendlich eine vierjährige Zuchthausstrafe.

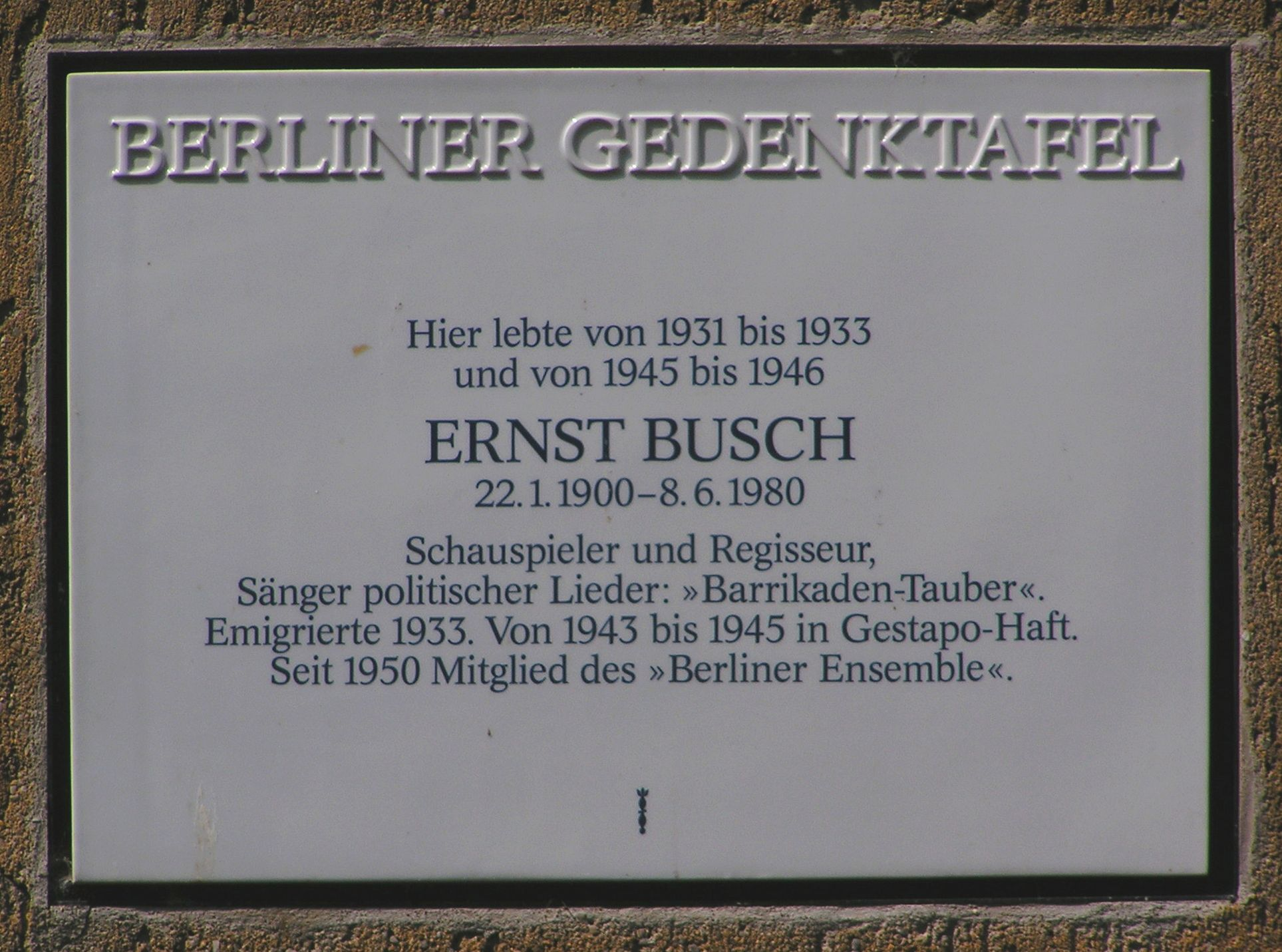
Gedenktafel für Ernst Busch am Haus Bonner Straße 11 in der Künstlerkolonie Wilmersdorf

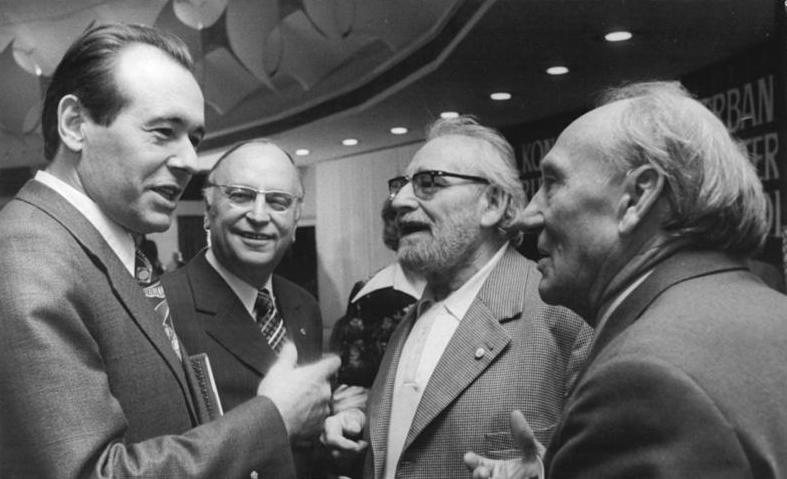
Ernst Busch (ganz rechts) am 30. November 1975 beim Kongress des Verbandes der Theaterschaffenden der DDR mit (von links) Joachim Herrmann, Kurt Hager und Wolfgang Heinz

Am 27. April 1945 wurde Busch von der Roten Armee aus dem Zuchthaus Brandenburg befreit und machte sich von dort aus auf den Weg in das noch umkämpfte Berlin. Im Mai 1945 zog er wieder in das Haus in der Künstlerkolonie, in dem er bis 1933 gewohnt hatte. Ab Ende 1945 trat Ernst Busch wieder an Berliner Bühnen auf: „Nach langem Verschollensein ist einer der interessantesten Berliner Schauspieler wieder aufgetaucht: Ernst Busch spielt seit einiger Zeit am dortigen Hebbel-Theater die in Wien von Ewald Baiser verkörperte Rolle in ‚Leuchtfeuer‘.“
Im Jahr 1949 siedelte Ernst Busch mit seiner neuen Lebensgefährtin Margarete Körting nach Ost-Berlin in den Stadtteil Treptow über, ab 1951 wohnten die beiden in der Heinrich-Mann-Straße in Berlin-Pankow. 1945 trat er in die KPD ein und wurde mit der Zwangsvereinigung von SPD und KPD 1946 Mitglied der SED. Als Schauspieler war er am Berliner Ensemble, dem Deutschen Theater und der Volksbühne tätig. Außer in seinen Brecht-Rollen machte er sich noch in anderen Rollen um die Entwicklung der Schauspielkunst verdient:
- 1946 als Satin in Maxim Gorkis Nachtasyl
- 1947 als Galileo Galilei im Leben des Galilei
- 1949 als Koch in Mutter Courage und ihre Kinder
- 1953 als Jago in William Shakespeares Othello
- 1954
  - als Azdak in Brechts Kaukasischen Kreidekreis und
  - als Mephisto in Goethes Faust.

Busch wurde auch als Interpret der Lieder von Hanns Eisler (Der heimliche Aufmarsch) und internationaler Arbeiter- sowie sozialistischer Propagandalieder bekannt. Daneben leitete er bis 1953 die Schallplatten-GmbH Lied der Zeit, die erste und einzige Schallplattenfirma der SBZ/DDR. Lied der Zeit war der Vorläufer des VEB Deutsche Schallplatten mit den Sublabels Eterna und Amiga, die ebenfalls unter Busch entstanden. 1956, 1966 und 1979 erhielt er den Nationalpreis der DDR. Von 1963 bis 1975 spielte er beim Schallplattenlabel Aurora der Deutschen Akademie der Künste etwa 200 seiner Lieder ein. Er war Mitglied der Akademie.

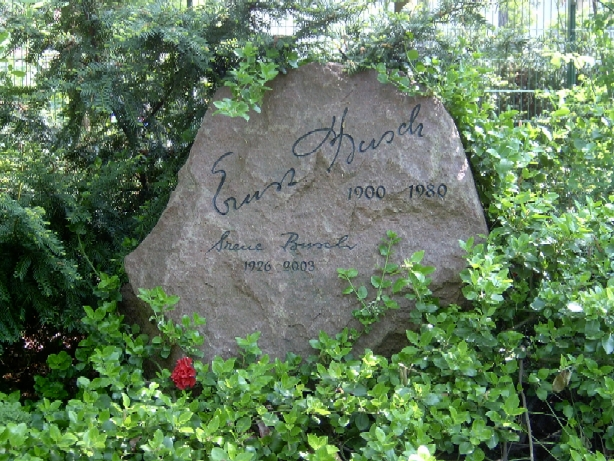
Ernst Buschs Ehrengrab auf dem Friedhof Pankow III

1961 zog er sich aus gesundheitlichen Gründen von der Bühne zurück. Busch übte zwar keine öffentliche Kritik an der Politik der SED, hatte aber diverse Streitereien mit Funktionären, darunter Erich Honecker. Seit 1951 war er faktisch kein Parteimitglied mehr, weil er sich beim Überprüfungsverfahren nicht kooperativ gezeigt hatte. Danach herrschte ein Aufführungsverbot seiner Werke. 1976 stellte er sich mit einer Erklärung im SED-Zentralorgan Neues Deutschland hinter die Ausbürgerung des Liedermachers Wolf Biermann durch die DDR-Behörden. 1977 trug ihm die SED ein neues Parteibuch an, das Busch annahm.
Seine letzten Lebensjahre verbrachte Ernst Busch – zunehmend an Demenz leidend – im Bezirkskrankenhaus für Psychiatrie Bernburg.  Dort starb er im Juni 1980 im Alter von 80 Jahren. Die Beisetzung erfolgte auf dem Berliner Friedhof Pankow III (Grablage: 36-28/29). Auf Beschluss des Berliner Senats ist Ernst Buschs letzte Ruhestätte seit 1999 als Ehrengrab des Landes Berlin gewidmet. Die Widmung wurde im Jahr 2021 um die übliche Frist von zwanzig Jahren verlängert.
Das Archiv der Akademie der Künste in Berlin bewahrt Ernst Buschs Nachlass.
Sein Sohn ist der 1964 geborene Ernst Ulrich Busch, Investor und Initiator des Umbaus der Rügener KdF-Urlaubsanlage in Prora.

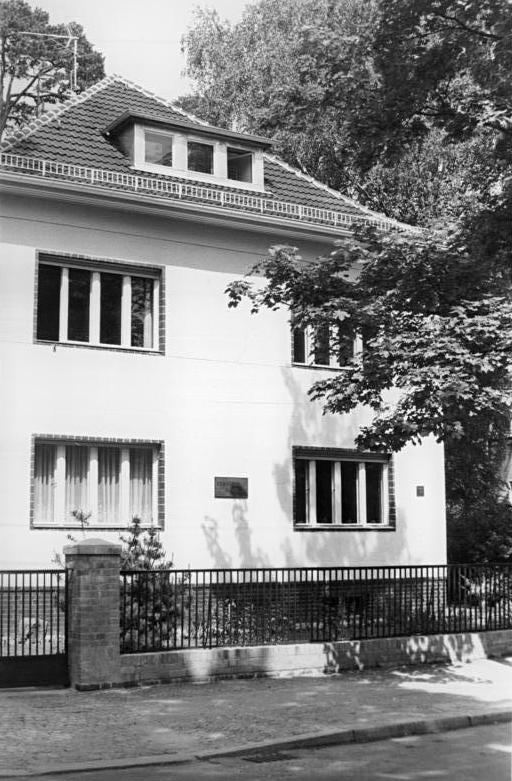
Ehemaliges Ernst-Busch-Haus in Berlin-Pankow, Leonhard-Frank-Straße 11 (1981)

## Zitate
„Das Mikrophon müßte man wie eine Geliebte behandeln. Man müßte es umschmeicheln und umwerben. Man müßte sich mit dem Mikrophon verbinden, man müßte eins mit ihm werden.“

## Ehrungen
- Vaterländischer Verdienstorden in Silber, 1960[18] in Gold, 1965[19]
- Nationalpreis der DDR, 1956, 1966 und 1979 (I. Klasse für Kunst und Literatur)
- Karl-Marx-Orden, 1970[20]
- Internationaler Lenin-Friedenspreis, 1972[21]
- Sowjetischer Orden der Völkerfreundschaft, 1975
- Kunstpreis des FDGB, 1977
- Gedenktafel in der Künstlerkolonie Berlin
- 1981 wurde die renommierte Ost-Berliner Schauspielschule zu seinen Ehren in Hochschule für Schauspielkunst „Ernst Busch“ umbenannt.
- Zum 100. Geburtstag wurde sein Grab in der Abt. 36-28/29 auf dem Friedhof Berlin-Pankow III zum Ehrengrab des Senats von Berlin. Vor dem Eingang dieses Friedhofs in der Leonhard-Frank-Straße, unweit seiner letzten Wohnung, wurde eine Stele mit einem vom Schauspieler Eberhard Esche gestifteten Relief Ernst Buschs enthüllt.

Nach Ernst Busch sind Straßen in Berlin-Pankow (seit 29. April 1985) und im westsächsischen Werdau sowie ein Platz in seiner Heimatstadt Kiel (seit 2. September 2011) benannt. Auch eine Sprachheilschule in Chemnitz und mehrere Chöre, z. B. der Ernst-Busch-Chor Berlin und der Ernst-Busch-Chor Kiel, tragen seinen Namen.
Bis August 1992 wurde das Ernst-Busch-Haus in der Leonhard-Frank-Straße in Berlin-Pankow als Gedenkstätte betrieben, dann allerdings geschlossen und an Alteigentümer zurückgegeben.

## Darstellung Buschs in der bildenden Kunst
- Theo Balden: Ernst Busch (Porträtplastik; Bronze, 1955)[26]
- Petra Flemming: Ernst Busch (Öl, 1971)[27]
- Ronald Paris: Ernst Busch (Öl, 100 × 70 cm, 1971)[28]

## Filmografie

### Mitwirkungen in Spielfilmen
- Kinderrepublik Seekamp, Propagandafilm für die SPD, 1927
- Katharina Knie – die Tochter des Seiltänzers, 1929
- Die Dreigroschenoper, 1931. Busch singt Zweites Dreigroschenfinale, Ballade von Mackie Messer, Ballade von der Unzulänglichkeit menschlichen Strebens.
- Gassenhauer, 1931. Es singen die Comedian Harmonists, Busch hat eine kurze Soloeinlage.[29]
- Das Lied vom Leben, 1931. Busch singt Kessel-Song, Über das Seefahren, Anrede an ein neugeborenes Kind, Baby, wo ist mein Baby?, mit den Comedian Harmonists.
- Kameradschaft, 1931.[30]
- Die Koffer des Herrn O.F., 1931. Busch singt Meine Damen, meine Herren, Hausse-Song.
- Niemandsland, 1931. Busch singt Für das bißchen täglich Brot, Im Wald, wo’s Echo schallt, Kriegs-Song. Das Schlusslied Arbeiter, Bauern, nehmt die Gewehre zur Hand wurde von der Zensur verboten.
- Razzia in St. Pauli, 1932. Busch singt das Lied vom Heer der Hafenarbeiter.
- Kuhle Wampe oder: Wem gehört die Welt?, 1932. Busch singt Solidaritätslied, Lied für Sportkämpfer.
- Strafsache van Geldern, 1932
- Die Zwei vom Südexpress, 1932
- Eine von uns, 1932. Busch singt Nur auf die Minute kommt es immer an, Der erste Schritt vom rechten Weg.
- Das Meer ruft, 1933. Busch singt Der brave Peter – als wir von Carravals kamen.
- Dood Water, 1934. Coppa Istituto Luce per la miglior fotografia, Biennale Venedig. Busch singt den Prolog zum Film.
- Kämpfer, 1936. Busch singt Die Moorsoldaten.
- Das Lied der Ströme, 1954. Busch und Paul Robeson singen Lied der Ströme/Song of the Rivers.
- Mutter Courage und ihre Kinder, 1957, (Theateraufzeichnung)
- Fünf Patronenhülsen, 1960. (Busch singt Die Jarama-Front)
- Mutter Courage und ihre Kinder, 1961. Busch und Helene Weigel singen Bettellied der großen Geister, Mutter Courages Lied.
- Die Ermittlung (Theateraufzeichnung) (1966)
- Ich war neunzehn, 1968. Busch singt Am Rio Jarama.
- Goya, 1971.
- L’età della pace (dt. Zeit des Friedens), 1974. Ernst Busch singt Bandiera Rossa.

### Dokumentarfilme
- 1967: Vorwärts die Zeit! Skizzen und Lieder mit Ernst Busch. Regie: Karl Gass, (35 min)
- 1970: Ernst Busch – Arbeitersänger (60 min)
- 1979: Vergeßt es nie, wie es begann. Ernst Busch 1927–1948. Klaus Volkenborn / Karl Siebig / Johann Feindt (92 min)[31]
- 1982: Busch singt – Sechs Filme über die erste Hälfte des 20. Jahrhunderts. DEFA, Gruppe 67. Regie: Konrad Wolf, Reiner Bredemeyer, Erwin Burkert, Ludwig Hoffmann, Peter Voigt (320 min)
- 2000: Ich bin Ernst Busch. Regie: Sebastian Eschenbach und Peter Voigt, Sprecher: Klaus Löwitsch, (60 min)

### Unvollendete Filmprojekte
- Rotes Deutsches Wolgaland, 1936/37. Die Filmaufnahmen in Gorki wurden nach der Verhaftung von Carola Neher durch den Geheimdienst abgebrochen. Erwin Piscator, der sich kurzfristig in Paris aufhielt, wurde durch Arthur Pieck telegraphisch gewarnt, in die Sowjetunion zurückzukehren. Durch Vermittlung von Wilhelm Pieck begab sich Ernst Busch zu den Internationalen Brigaden nach Spanien.
- Gespenster, 1956. Die Realisierung scheiterte an zu hohen Tantiemenforderungen der Ibsen-Erben, da konvertierbare DM-Währung und nicht DDR-Währung gefordert wurde.

## Theater

### Rollen in folgenden Schauspielen
- 1925: Hanns Witt-Ebernitz: Garderobe Nr.7 – Regie: Walter O. Stahl (Stadt-Theater Frankfurt/Oder)
- 1928: Bertolt Brecht, Kurt Weill: Die Dreigroschenoper (Konstabler Smith) – Regie: Erich Engel (Theater am Schiffbauerdamm Berlin)
- 1928: William Shakespeare: Romeo und Julia (Simson) – Regie: Max Reinhardt (Berliner Theater)
- 1928: Carl Zuckmayer: Katharina Knie – Regie: Karlheinz Martin (Lessingtheater Berlin)
- 1928: Otto Rombach: Der heilige Krieg – Regie: Heinrich Oberländer (Theater am Nollendorfplatz Berlin)
- 1929: William Shakespeare: Ein Sommernachtstraum (Demetrius) – Regie: Gustav Hartung (Heidelberger Schlossfestspiele)[32]
- 1929: Alfred Wolfenstein: Die Nacht vor dem Beil (Richtersohn) – Regie: Traugott Müller (Theater am Nollendorfplatz Berlin)
- 1929: George Brooks, Walter Lister: Militärmusik (Joe Cobb) – Regie: Heinz Goldberg (Theater am Nollendorfplatz Berlin)
- 1930: Friedrich Hollaender (Text Marcellus Schiffer): Ich tanze um die Welt mit dir – Regie: Hans Brahm (Klein-Bühnen Berlin)[33]
- 1930: Anna Gmeyner: Heer ohne Helden – Regie: Slatan Dudow (Wallner-Theater Berlin)
- 1930: Friedrich Wolf: Die Matrosen von Cattaro (Franz Rasch) – Regie: Günther Stark (Theater Volksbühne am Bülow-Platz Berlin)[34]
- 1930: Gerhart Hauptmann: Die Weber (Bäcker) – Regie: Karlheinz Martin (Theater Volksbühne am Bülow-Platz Berlin)[35]
- 1931: William Shakespeare: Das Wintermärchen – Regie: Günter Stark (Theater Volksbühne am Bülow-Platz Berlin)
- 1931: Stefan Großmann: Die beiden Adler – Regie: Stefan Großmann (Theater Volksbühne am Bülow-Platz Berlin)[36]
- 1931: Alfred Döblin: Die Ehe – Regie: Karlheinz Martin (Theater Volksbühne am Bülow-Platz Berlin)
- 1932: Paul Schurek: Kamrad Kasper – Regie: Günter Stark (Theater Volksbühne am Bülow-Platz Berlin)
- 1945: Robert Ardrey: Leuchtfeuer (Feuerwächter Charleston) – Regie: Karlheinz Martin (Hebbel-Theater Berlin)[10]
- 1950: Bertolt Brecht: Die Mutter (Semjon Lapkin) – Regie: Bertolt Brecht (Berliner Ensemble im Deutschen Theater Berlin)
- 1951: Bertolt Brecht: Mutter Courage und ihre Kinder (Koch) – Regie: Erich Engel (Berliner Ensemble im Deutschen Theater Berlin)
- 1951: Juri Burjakowski: Julius Fucik (Titelrolle) – Regie: Wolfgang Langhoff (Deutsches Theater Berlin)
- 1953: Alexander Kron: Das tote Tal (Chefingenieur Majorow) – Regie: Herwart Grosse (Deutsches Theater Berlin)
- 1953: William Shakespeare: Othello (Jago) – Regie: Wolfgang Heinz (Deutsches Theater Berlin)
- 1954: Bertolt Brecht: Der kaukasische Kreidekreis (Azdak) – Regie: Bertolt Brecht (Berliner Ensemble)
- 1954: Johann Wolfgang von Goethe: Faust. Der Tragödie erster Teil (Mephisto) – Regie: Wolfgang Langhoff (Deutsches Theater Berlin)
- 1955: Johannes R. Becher Winterschlacht (Sowjetischer Offizier) – Regie: Bertolt Brecht, Manfred Wekwerth (Berliner Ensemble)
- 1957: Bertolt Brecht: Leben des Galilei (Galilei) – Regie: Erich Engel (Berliner Ensemble)
- 1957: Wladimir Bill-Belozerkowski: Sturm (Parteisekretär) – Regie: Wolfgang Langhoff (Deutsches Theater Berlin)

### Regisseur
- 1947: Friedrich Wolf: Die Matrosen von Cattaro (Auch Rolle als Franz Rasch) (Theater am Schiffbauerdamm Berlin)
- 1952: Nikolai Pogodin: Das Glockenspiel des Kremls (Berliner Ensemble)

## Lieder (Auswahl)
- Partisanen vom Amur – deutsche Nachdichtung zusammen mit KuBa
- Solidaritätslied
- Einheitsfrontlied
- Der heimliche Aufmarsch
- Denk daran, Marlene (abgeänderter Text)
- Das Lied vom Klassenfeind
- Er rührte an den Schlaf der Welt (Lenin)
- Das Lied von Fünfjahresplan
- Vorwärts Bolschewik
- Linker Marsch
- Ami go home
- Los cuatro generales (Die Herren Generale)
- Lied der Internationalen Brigaden
- Himno de Riego
- Spaniens Himmel

## Diskographie (Auswahl)

### Chronik in Liedern, Kantaten und Balladen
- Streit und Kampf
- Roter Oktober
- Die goldenen Zwanziger
- Echo von links
- Hoppla, wir leben
- Es brennt
- Spanien 1936–1939
- An die Nachgeborenen
- Ist das von gestern
- Zu guter Letzt
- Subbotnik

### Lied der Zeit – Originalaufnahmen 1946–1953
- Wie könnten wir je vergessen
- Fort mit den Trümmern
- Fragen eines lesenden Arbeiters
- Du mußt die Führung übernehmen
- Eure Träume gehen durch mein Lied

### Originalaufnahmen aus den 1930er und 1940er Jahren
- Der rote Orpheus
- Der Barrikaden-Tauber
- Six Songs For Democracy, Discos De Las Brigadas Internacionales

### Ernst Busch singt und spricht
- Brecht: Songs, Lieder, Gedichte
- Tucholsky/Eisler: Merkt ihr nischt!
- Seemannslieder: Eines alten Seebären Schwanensang
- Texte von Villon, Lenz und Goethe: Ernst Busch – verehrt und angespien – Busch
- Lieder der Arbeiterklasse & Lieder des spanischen Bürgerkriegs
- Tucholsky, Eisler, Wedekind
- Ernst Busch singt und spricht Erich Kästner
- Ernst Busch, 1960 live in Berlin, edel 0014692 BCB. Feier zu seinem 60. Geburtstag in der Akademie der Künste, Berlin, begleitet von Hanns Eisler und Grigori Schneerson am Klavier.
- Legenden, Lieder und Balladen 1914-1934 gesungen von Ernst Busch, Text: Bertolt Brecht (erschienen 1965).

## Hörspiele
- 1929: Friedrich Wolf: SOS … rao rao … Foyn – „Krassin“ rettet „Italia“ (Fjodor) – Regie: Alfred Braun (Hörspiel – RRG)
- 1932: Hermann Kasack: Der Ruf (Martin) – Regie: Edlef Köppen (Hörspiel – RRG)
- 1932: Bertolt Brecht: Die heilige Johanna der Schlachthöfe (Vorarbeiter Smith) – Regie: Alfred Braun (Hörspiel – Funk-Stunde Berlin)
- 1939: Ernst Ottwalt: Kalifornische Ballade (Flämischer Rundfunk)
- 1947: John Boynton Priestley: Die fremde Stadt (Gesang) – Bearbeitung und Regie: Hedda Zinner (Berliner Rundfunk)